# IBC Östersund
IBC Östersund bildades 1992 och är Jämtland/Härjedalens största innebandyklubb. Säsongen 2007/2008 hade klubben nästan 300 licensierade spelare och var då 97:e största klubb i Sverige.
Klubben har både herr- och damsektioner där damlaget spelade i div 1 N 2007/2008 och herrarna i div 2NN. Lagen spelar sina hemmatcher i Sporthallen i Östersund.
Ungdomssektionen har nästan 250 spelare, både flickor och pojkar fördelade på 6 pojk- och 4 flicklag.